# フィラデルフィア・アスレチックス (1882-1890年)

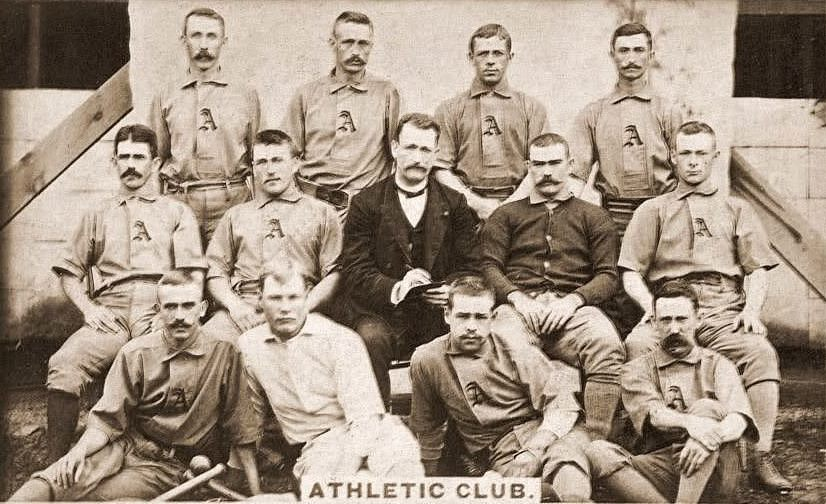
フィラデルフィア・アスレチックス(1887年)

ここでは、1882年から1890年にかけて、ペンシルベニア州フィラデルフィアを本拠地としてアメリカン・アソシエーションに加盟していたフィラデルフィア・アスレチックス（Philadelphia Athletics）について記述する。

## 球団史
1882年のアメリカン・アソシエーション創設に合わせて球団が設立され、チーム名は1876年までフィラデルフィアを本拠地としていた球団の名前をそのまま受け継いだ。1年目は投手サム・ウィーバーが26勝を挙げチームは3位。翌1883年シーズンは、1871年からプロとして投げていたベテランのボビー・マシューズが30勝13敗と活躍、攻撃ではハリー・ストービーが14本塁打、110得点の活躍を見せ、チームは創立2年目でアメリカン・アソシエーションを制覇した。マシューズとストービーは、この後1885年にも3年連続の30勝と通算3度目の最多本塁打の活躍を見せた。
1886年以降はマシューズに代わって1887年にデビューしたガス・ウェイイングらが主力投手となり、打つ方は三塁手のデニー・ライオンズ、外野手のヘンリー・ラーキンらがチームを牽引した。1889年にはストービーも復調、同年に19本塁打、152得点、119打点と活躍したが、チームはブルックリン、セントルイスの2強に迫ることができなかった。
チームの転機となったのは1890年で、この年創設されたプレイヤーズ・リーグへチームの主力だったヘンリー・ラーキン、ハリー・ストービー、ガス・ウェイイングらが移籍してしまう。またプレイヤーズ・リーグ創設は残った選手の年俸にも影響を与え、アスレチックスは年俸高騰によりシーズン中も主力選手を次々放出してしまい、同年9月16日以降チームは21連敗を喫してシーズンを終えた。この年限りでチームはリーグを脱退、プレイヤーズ・リーグのフィラデルフィア・クエーカーズに吸収合併された。
しかしクエーカーズの方はプレイヤーズ・リーグが1年で破綻したことで行き場を失ってしまい、翌1891年に再び「アスレチックス」を名乗ってアメリカン・アソシエーションに加盟しなおすことになる。しかしこの球団もアメリカン・アソシエーション解体により消滅した。その後1893年に発足したチームが1901年に「フィラデルフィア・アスレチックス」を名乗ってアメリカンリーグに加盟した。これが現在のオークランド・アスレチックスである。

## 戦績
| 年度   | リーグ | 試合 | 勝利 | 敗戦 | 勝率 | 順位 | 監督                                        | 本拠地                   |
| ------ | ------ | ---- | ---- | ---- | ---- | ---- | ------------------------------------------- | ------------------------ |
| 1882年 | AA     | 75   | 41   | 34   | .547 | 3位  | ジャンボ・レイサム                          | Oakdale Park             |
| 1883年 | AA     | 98   | 66   | 32   | .673 | 1位  | ロン・ナイト                                | Jefferson Street Grounds |
| 1884年 | AA     | 108  | 61   | 46   | .570 | 7位  | ロン・ナイト                                | Jefferson Street Grounds |
| 1885年 | AA     | 113  | 55   | 57   | .491 | 4位  | ハリー・ストービー                          | Jefferson Street Grounds |
| 1886年 | AA     | 139  | 63   | 72   | .467 | 6位  | ルー・シモンズ ビル・シャーシック           | Jefferson Street Grounds |
| 1887年 | AA     | 137  | 64   | 69   | .481 | 5位  | フランク・バンクロフト チャーリー・メイソン | Jefferson Street Grounds |
| 1888年 | AA     | 136  | 81   | 52   | .609 | 3位  | ビル・シャーシック                          | Jefferson Street Grounds |
| 1889年 | AA     | 138  | 75   | 58   | .564 | 3位  | ビル・シャーシック                          | Jefferson Street Grounds |
| 1890年 | AA     | 132  | 54   | 78   | .409 | 8位  | ビル・シャーシック                          | Jefferson Street Grounds |

## 所属した主な選手
- ボビー・マシューズ：投手。通算297勝248敗。1883年から3年連続30勝を挙げた。
- ガス・ウェイイング：投手。1887年の入団後3年間で74勝をマーク。
- ハリー・ストービー：一塁手。最多本塁打通算5回(アスレティックスでは4回)、最多打点1回 (1899年)、盗塁王2回。
- ヘンリー・ラーキン：外野手。1884年デビュー、通算打率.303。

## 主な球団記録
球団記録
- アメリカン・アソシエーションリーグ優勝：1回 (1883年)

打撃記録
- 通算安打数：1036 (ハリー・ストービー)
- 通算本塁打：76 (ハリー・ストービー)
- 通算打点数：555 (ヘンリー・ラーキン)
- 通算盗塁数：292 (ハリー・ストービー)

投手記録
- 通算勝利数：115 (ガス・ウェイイング)
- 通算奪三振：877 (ボビー・マシューズ)